# 町野范曹
町野 范曹（まちの はんそう、1857年 - 1923年）は、日本の医師、開業医、西田川郡医師会初代会長、鶴岡町会議員、山形県会議員。

## 略歴
- 1857年（安政4年） - 出羽国鶴ヶ岡城下（現・鶴岡市）に歯科医師・町野重邨の3男として生れる。
- 庄内藩の藩校 致道館を卒業し、医師・進藤悠哉の書生となる。
- 1878年（明治11年） - 東京医学校済生学舎で医学を学ぶ。
- 順天堂病院で佐藤尚中に指導を受けて医師試験に合格する。
- 1881年（明治14年） - 鶴岡に帰郷し開業する。
- 1882年（明治15年） - 西田川郡徴毒検査医 就任
- 1884年（明治17年） - 警察医 兼 駆徴院医 就任
- 私立衛生会を設立し会長 就任。看護婦養成所を創立する。
- 1907年（明治40年） - 高橋良斎らと共に西田川郡医師会を設立し初代会長就任。
- 政治団体「荘内革新会」を組織する。
- 憲政会に属して鶴岡町会議員に当選。
- 1911年（明治44年） - 山形県議会議員に当選。
- 1919年（大正8年） - 同職退任
- 1921年（大正10年） - 医師会長職 退任
- 1923年（大正12年） - 死去。享年67。正覚寺に墓がある。

## 家族親族
- 父：町野重邨 - 歯科医師